# 東根景佐
東根 景佐（ひがしね かげより）は、戦国時代から江戸時代初期にかけての武将。最上氏の家臣。東根氏8代当主。出羽国東根城主。

## 生涯
天正9年（1581年）、最上義光の調略に応じて東根城主である東根頼景を殺害して、城主となった。
景佐は元は里見氏を称しており、東根氏との関係は不明である。
慶長出羽合戦では最上義光から「今度の奉公、比類なきに依り」と、東根支配を認める宛行状を与えられた。
『最上義光分限帳』によると、東根一万二千石を領知していた。
子の東根親宜は最上家親から偏諱を賜る他、最上義光の四女禧久姫を妻として迎えるなど、景佐が重臣としての処遇を受けていたことが窺える。
元和6年(1620年)12月に死去した。
遺言状では「もかミの御国三年と此分ニあるましく候」(最上家はもう三年も保たないだろう)と最上家中の内紛を憂いている。